# Rhododendron macrophyllum
Rhododendron macrophyllum är en ljungväxtart som beskrevs av David Don och George Don jr. Rhododendron macrophyllum ingår i släktet rododendron, och familjen ljungväxter. Inga underarter finns listade i Catalogue of Life.

## Bildgalleri

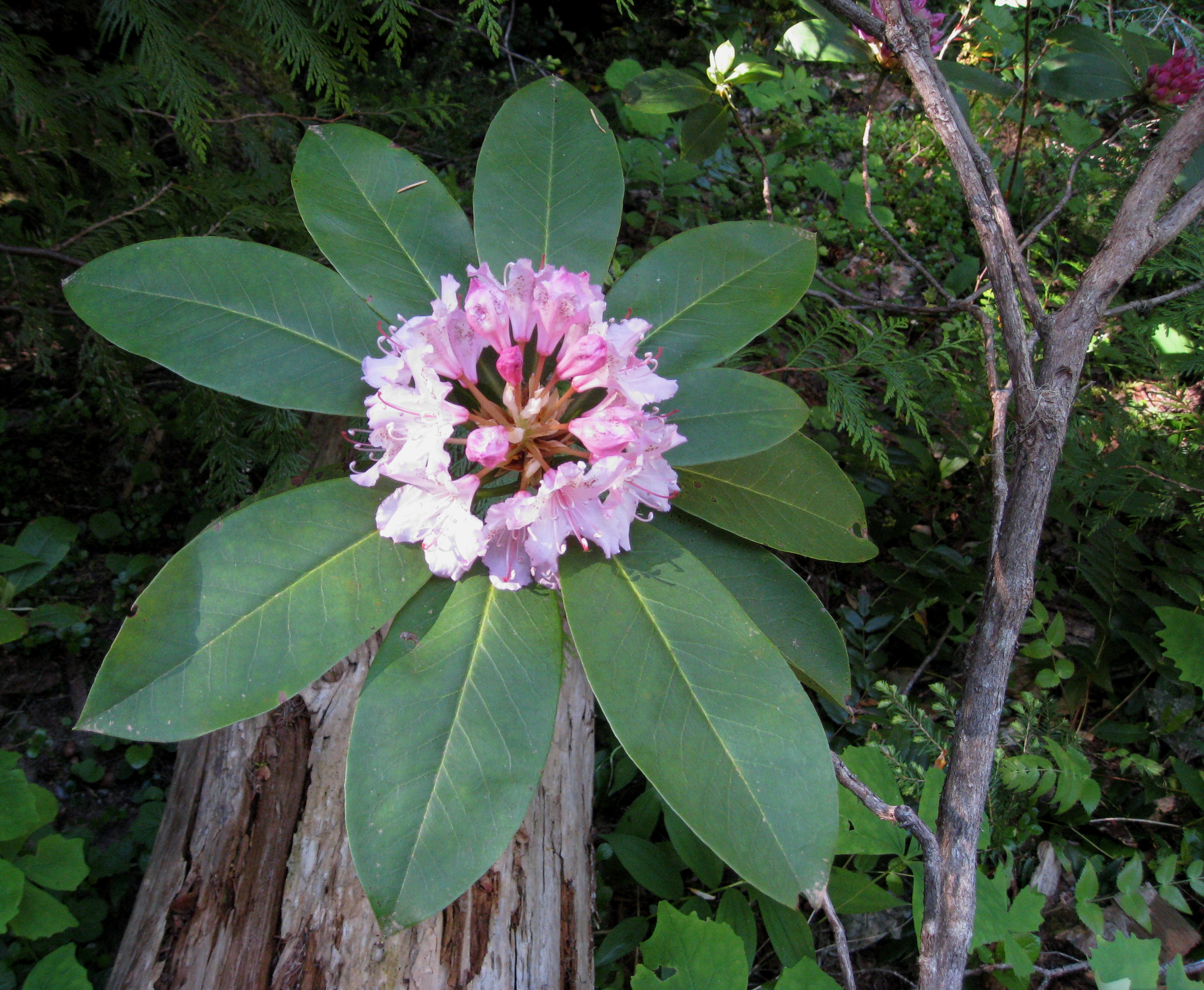
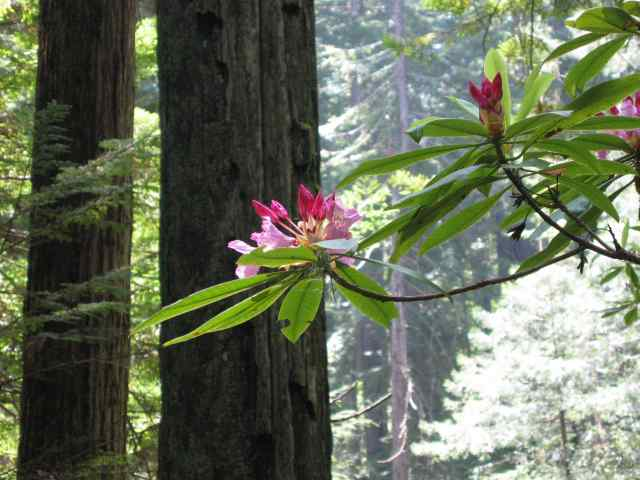
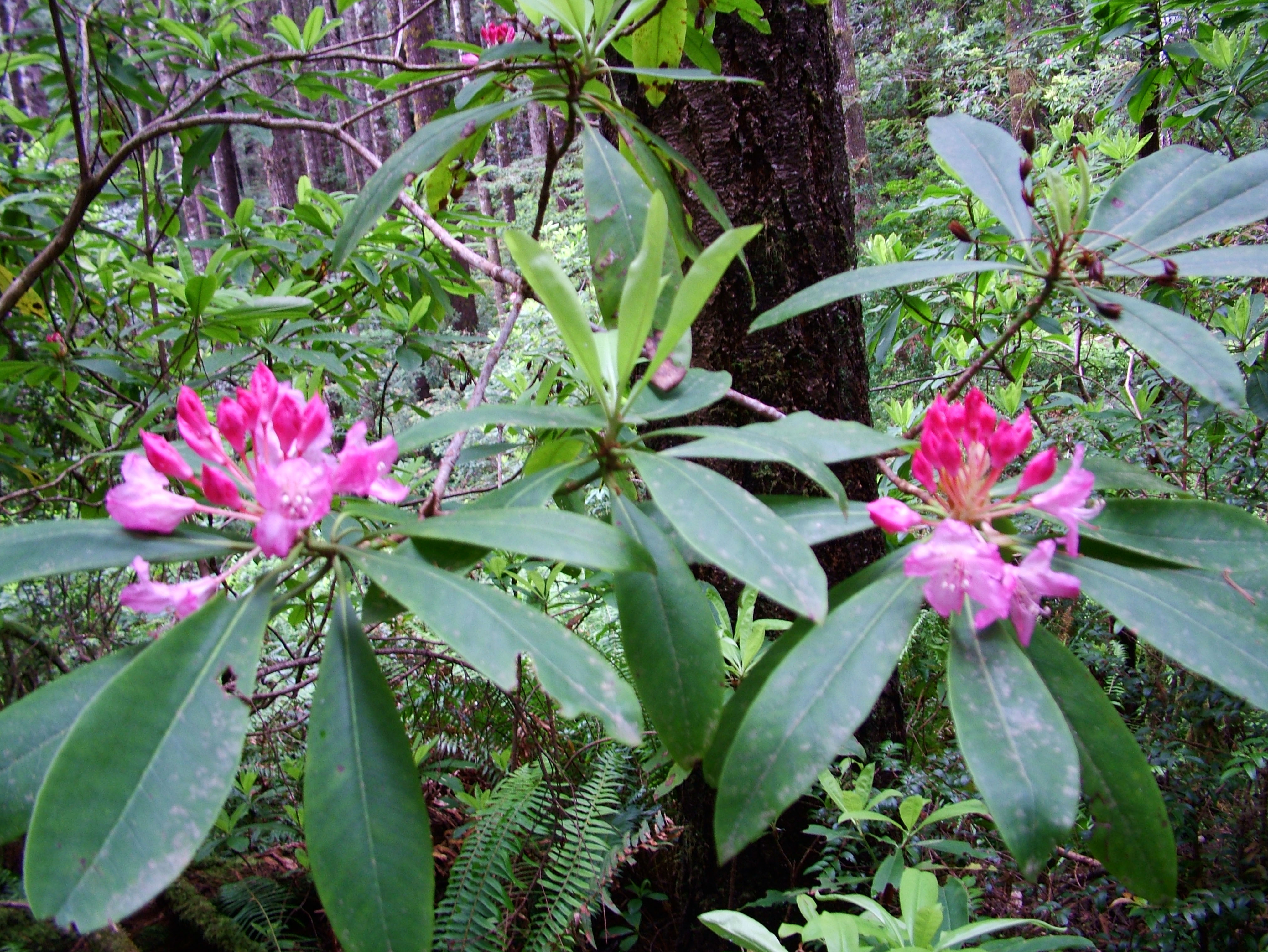
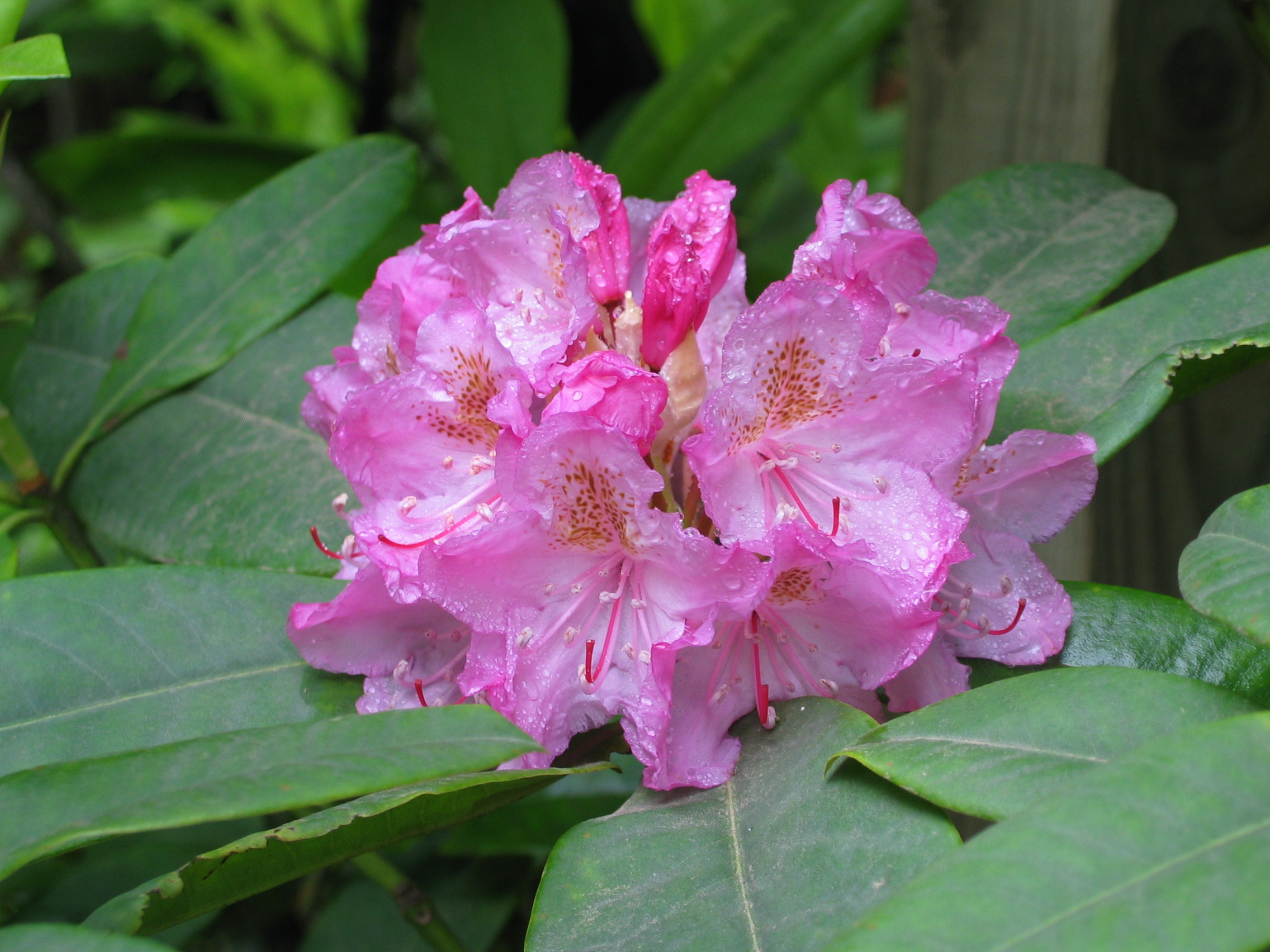
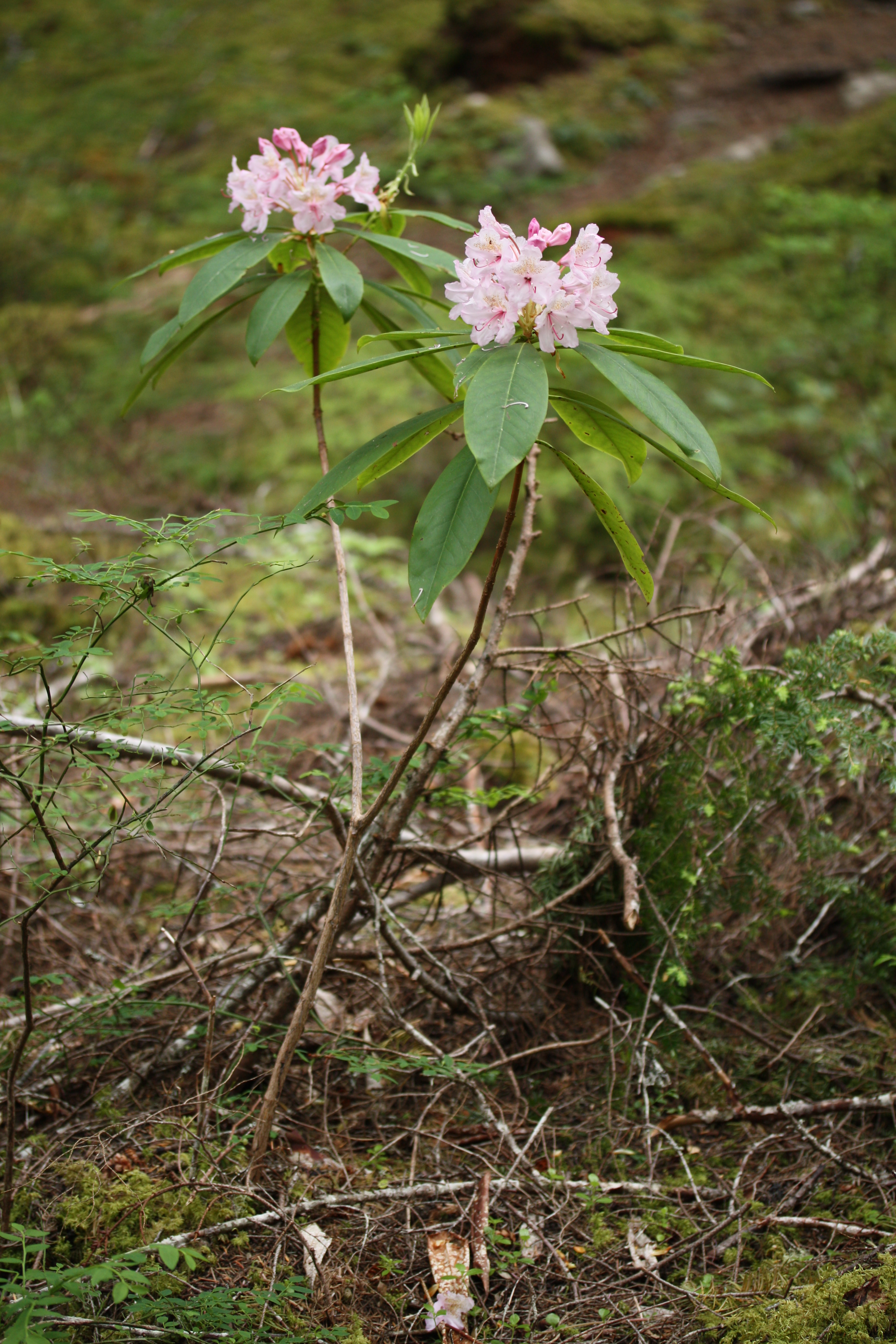
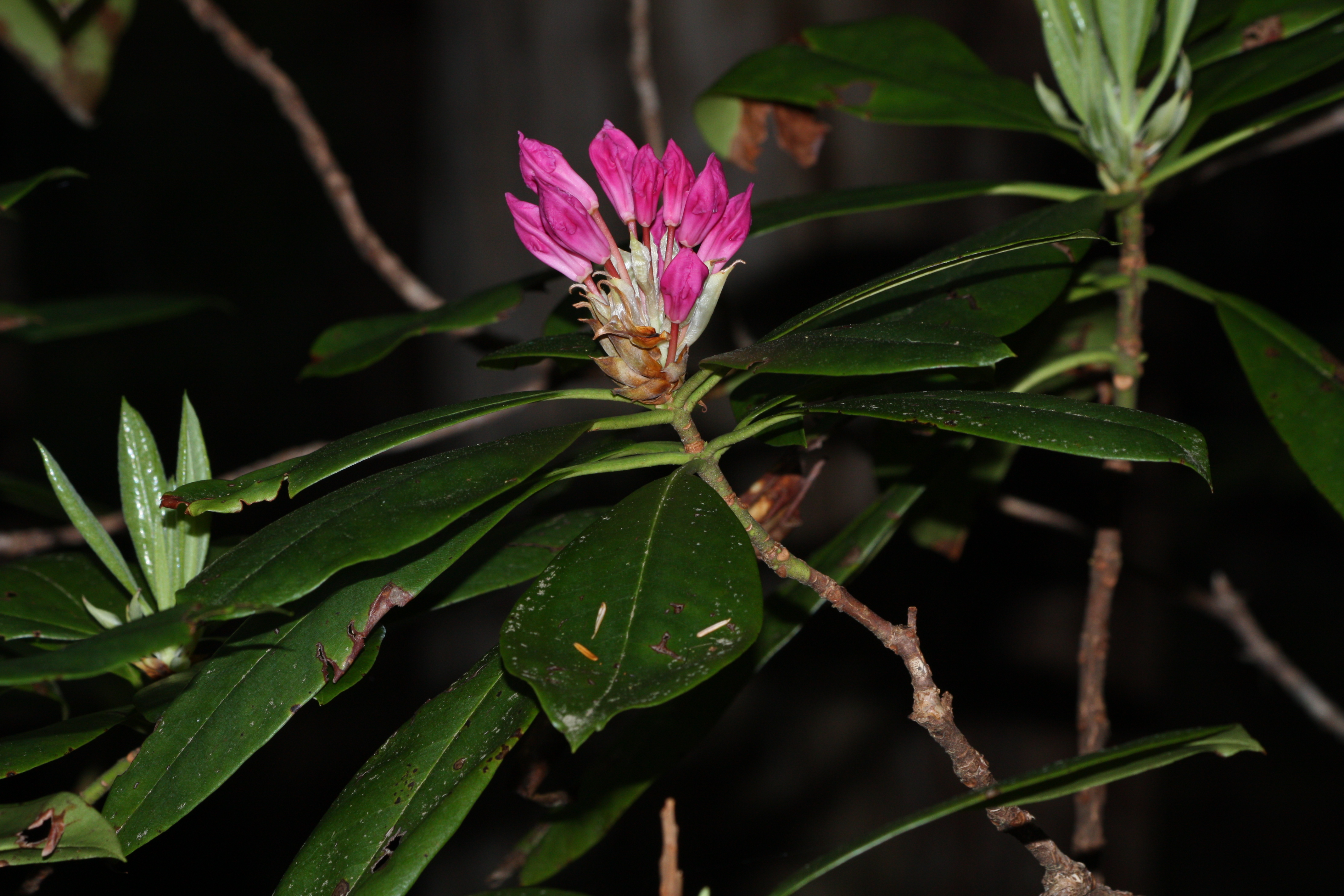